# Cambreur
Een cambreur is een onderdeel van een schoen.
De cambreur bestaat uit een stuk stijf leer, kunststof zoals nylon of staal dat zich bevindt tussen de benedenkant van het voetbed en de zool. Het ondersteunt de voetholte en zorgt voor de juiste buiging daarvan. De cambreur loopt door tot onder de hak.
Als de cambreur breekt, verliest de voet haar steun.